# Собор Святого Димитрия (Даль)
Собор Святого Димитрия (серб. Саборна црква Светог Димитрија) — кафедральный собор Осечкопольско-Бараньской епархии Сербской православной церкви в селе Даль общины Эрдут Осиецко-Бараньской жупании Хорватии. Самый большой православный собор в современной Хорватии.

## История
Первая деревянная православная церковь была построена на этом месте в 1715 году. Её освящение совершил митрополит Карловацкий Викентий (Попович-Хаджилович) 26 октября 1716 года. Современная церковь была построена в 1799 году. Иконостас был сделан в 1824 году Павлом Джурковичем и Григорием Ездимировичем. Церковь была отремонтирована в 1837 году. Освящение храма совершил 8 сентября 1840 года митрополит Стефан (Станкович).
В 1900—1901 годах в храме проводились ремонтные работы. Во время Первой мировой войны австро-венгерские власти реквизировали храмовые колокола. Во время Второй мировой войны церковь сильно пострадала. 12 июля 1941 года власти марионеточного Независимого государства Хорватия закрыли церковь. Под руководством католического священника Йосипа Асталоша был частично уничтожен иконостас (большая часть икон была спасена), отобраны четыре колокола, уничтожена Летопись дальского прихода, разграблена ризница, а затем была разобрана черепица, взорвана колокольня и разрушена часть стен.
После Второй мировой войны храм был восстановлен. Его освящение было совершено 8 ноября 1949 года. Позднее в нём проводились восстановительные работы и храм был вновь освящён патриархом Германом 14 мая 1989 года. В 2004—2006 годах проводилась реставрация церкви. В 2006 году были освящены и установлены новые церковные колокола.

## Архитектура
Храм построен в духе позднего барокко и классицизма и представляет собой однонефное строение с полукруглой апсидой. Церковь построена из кирпича и перекрыта двускатной черепичной крышей. Над западной частью фасада возвышается двухуровневая колокольня.
Длина храма составляет 36 метров, ширина — 16 метров, высота колокольни — 50 метров.

## Захоронения
В храме похоронены:
- Викентий (Йованович) — митрополит Карловацкий;
- Лукиан (Николаевич) — епископ Горнокарловацкий;
- Теодор Миланкович;
- Георгий Миланкович.